# Pseudopanthera triangulum
Pseudopanthera triangulum är en fjärilsart som beskrevs av Charles Oberthür 1886. Pseudopanthera triangulum ingår i släktet Pseudopanthera och familjen mätare. Inga underarter finns listade.